# Balázs Elemér (dzsesszdobos)
Balázs Elemér (Ózd, 1967. augusztus 16. –) dzsesszdobos és zeneszerző, a magyar dzsesszélet egy meghatározó szereplője. Tagja a No-Spa, a Trio Midnight, Balázs József Quintet, Szakcsi Jr. Trió, Szulák Andrea Quintet, Dés László – Balázs Elemér Quartet (Contemporary Gregorian), Oláh Kálmán Sextet, CB Trió zenekarnak, de a magyar dzsessz-szakma szinte minden kitűnőségével játszott már, többek között Ablakos Lakatos Dezsővel, Babos Gyulával, Berkes Balázzsal, Bontovics Katival, Csepregi Gyulával, Dés Lászlóval, Gadó Gáborral, László Attilával, Pege Aladárral, Snétberger Ferenccel, Szakcsi Lakatos Bélával és Vukán Györggyel, továbbá olyan kiváló külföldi művészekkel is együttműködött mint Lee Konitz, John Patitucci, Joshua Redman, Ernie Watts, Paolo Fresu, Steve Houben, Pat Metheny, Charlie Mariano, Joe Lovano, Al Jarreau, Darryl Jones.

## Tanulmányai
Rózsa Ferenc utcai Vasutasok Zeneiskola, Benczúr utcai Postások zeneiskolájának konzervatóriumi előkészítője, Bartók Béla Zeneművészeti Egyetem dzsessz tanszaka

## Balázs Elemér Group

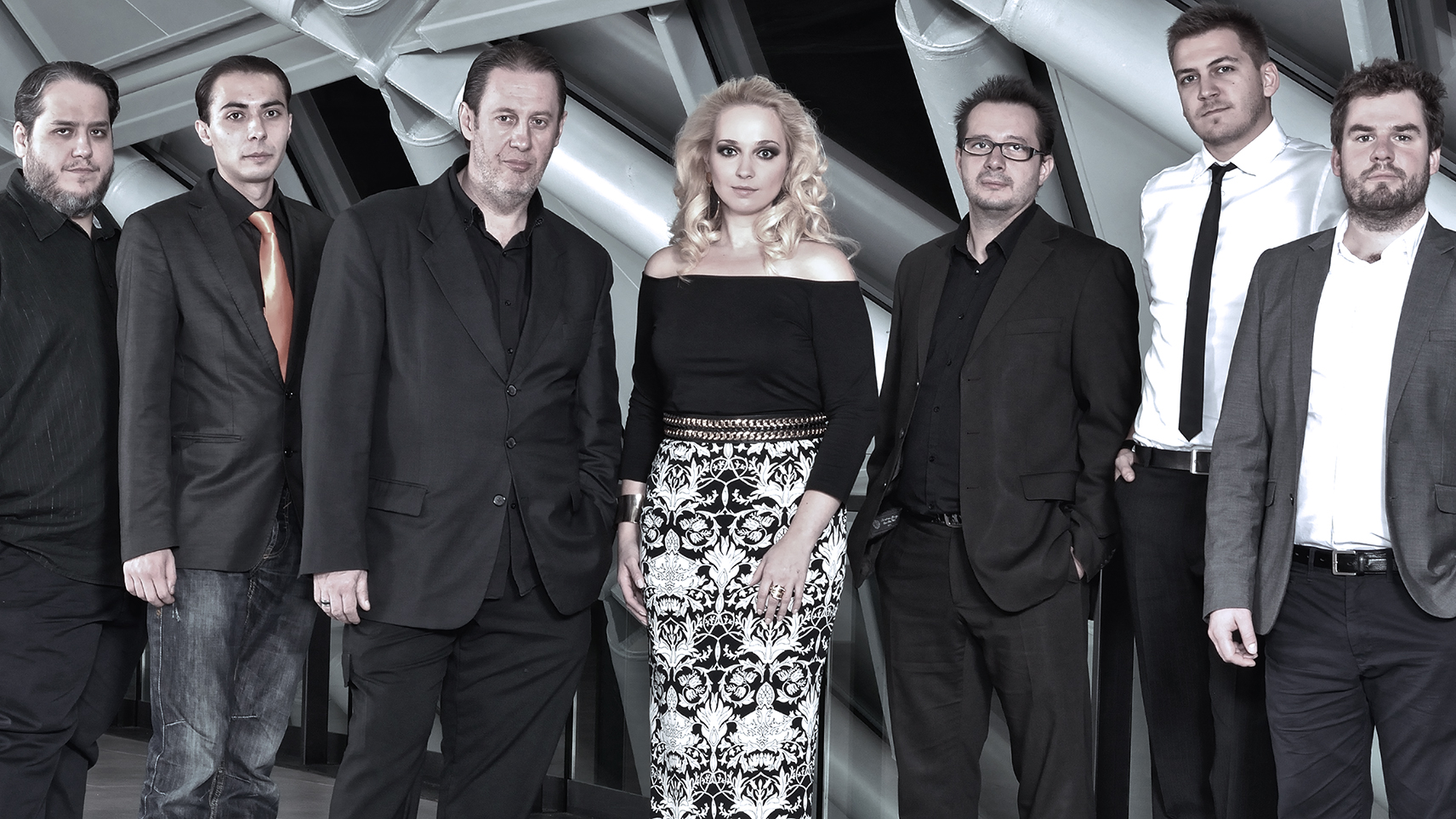
Balázs Elemér Group (2015)

Alapítás éve: 2000.

### Lemezek
- Around The World (2002)
- Our Worlds Beyond (2003)
- Refracting Sounds (2004)
- Hungarian Folk Songs – Magyar Népdalok (2005)
- Best& Live 2001-2006 Concert in Budapest (live DVD) (2007)
- Early Music (2007)
- Memories (Dedicated to our mother) (2009)
- The New BEGinning (2013)
- BEG 15 – Örök szerelem (2015)
- Sounds of Diversity (2018)
- Celebration (2020)

## Díjai, elismerései
- 2000 – Gramofon díj „Az Év Magyar Jazz Lemeze” (Balázs Elemér Quintet – Always That Moment)
- 2001 – Józsefvárosért díj
- 2005 – Fonogram díj „Az Év Magyar Jazz Lemeze” (Balázs Elemér Group – Refracting Sounds)
- 2005 – A Magyar Köztársaság Érdemrend Ezüst Keresztje kitüntetés
- 2006 – Artisjus díj (Dés László – Balázs Elemér Quartet – Contemporary Gregorian)[4]
- 2012 – Story Értékdíj
- 2017 – Szabó Gábor díj

## Balázs Elemér teljes diszkográfia
- Szulák Andrea Quintet - Például Te - Hunnia Records 2015
- Balázs Elemér Group - BEG15 Örök szerelem - Hunnia Records 2015
- Makovics Dénes - Magic dialogues - HTS ART 2014
- Oláh Kálmán - New directions (új utakon) - Hungaroton 2014
- Balázs Elemér Group - The new BEGinning - Pannónia Records 2013
- Vukán Trió - A vihar (Gyulai Várszínház) - CAE 2013
- Paul Lakatos New generation guitar rock - BJO REC. 2013
- Szakcsi Lakatos Róbert - Robithology - Atelier Savano 2012
- Glaser Péter - These are my hands - Fonó 2012
- Lakatos Pecek Krisztián - In memory of... - Hunnia Records 2012
- Vukán - Last message - CAE 2012
- East Gipsy Band - Ageless Message - Fonó 2011
- Gabriella Berkes & George Vukán - Once upon a dream - Collective art 2011
- Jazzmer Band - Tuere briders - DDK REC. 2011
- Balázs Elemér Group - Memories - X-Produkció 2009
- Lamm Dávid - 1 st the 1 - X-Produkció 2009
- Báder Olivér - Make your life better - Posticum 2009
- Vukán - 60 év a színpadon CD-DVD - CAE 2009
- Balázs Elemér Quintet - Always that moment 2 - BMC 2008
- Szakcsi Jr. Trio - Psalms - X-Produkció 2008
- Valázs József Quintet - I don't got you mean - X-Produkció 2008
- Balázs Elemér Group - Early Music - X-Produkció 2007
- Dés László-Balázs Elemér Quartet - Contemporary Gregorian - Sony BMG 2005
- Balázs Elemér Group - Magyar Népdalok - X-Produkció 2005
- Dés László - Utcazene - Tom-Tom 2005
- Juhász Gábor - 60/40 - BMC 2004
- Balázs Elemér Group - Our world beyonds - BMC 2003
- CAE Trio - Blue in red Live CAE 2003
- Creative Art Group - Gentle Love - CAE 2003
- Winand Gábor - Agent spirituel - BMC 2003
- Dés László - Metszetek - Tom-Tom Recods 2003
- Csűry Edit - Szervusz szerelem - Hungaroton 2003
- Balázs Elemér Group - Around the world - BMC 2002
- Trio Midnight - Hungarian Rhapsody - Good International 2002
- Class Jazz Band - Crossover plus - CAE 2002
- Class Jazz Band - Spanish night - Gramy Records 2002
- Class Jazz Band - Spanish night plus - CAE 2002
- Vadon Irén - A song for You - Etisol 2002
- Gadó Gábor - Homeward - BMC 2001
- Class Jazz Band - Crossover - Gramy Records 2001
- Winand Gábor-Téli Márta - Follow your dreams - CD Bár Buda 2001
- Winand Gábor - Corners of my mind - BMC 2001
- Trio Midnight - On track - Wellington Communication Ltd. 2000
- Dániel Annah - Rambling Alone - Belvárosi-Stereo 2000
- Vukán Septet - Alone - CAE Rec. 2000
- CAE - Óbuda 2000 - Óbudai Önkormányzat 2000
- Trio Midnight - Friends meeting - RTBF Radio Bruxelles 2000
- Balázs Elemér Quintet - Always that moment - BMC 2000
- CAE Trio - Endless love - CAE Rec. 2000
- Dely Roby Group - Downtown stories - BMC 2000
- Gadó Gábor - Greetings from the angel - BMC 2000
- Vukán-Szakcsi-Balázs - Conversation plus - CAE Records 1999
- BlackSmith Workshop - Childhood round 2000 - BMC 1999
- CAE Trio - Egy Hazában - Magyar Rádió 1999
- Off course - Street of secrets - BMC 1999
- Szakcsi JR. - Happen - 9s Műhely 1999
- János Mazura - I let the song - Periferic Records 1999
- CAE Trio - Iberia - CAE Records 1998
- Egri János - Moods - Infoimpress 1998
- Malek Andrea - Fly - TheArt 1998
- Hárs Viktor - Contacts and conflicts - PCM Multimédia 1998
- Nyári Károly - Én voltam boldogabb - Charles music 1998
- Szabó Dániel Trio - At the moment - Magyar Rádió 1998
- Téli Márta - Smiling - Bizart 1998
- CAE - Nemzetközi Jazzfesztivál Neszmély - Burr Studio 1997
- Dániel Annah - All that swing - Belvárosi zeneműkiadó 1997
- Balázs Elemér Quintet - My new way - TeArt 1997
- CAE - Neruda's Love poems - CAE Records 1997
- Vukán-Balázs Elemér Duo - Things of this world - CAE Records 1997
- Malek Andrea & Five season's jazz - Meeting point - TeArt 1997
- Mária Bornemissza and Trio Midnight - In memoriam Gershwin - Art Yours 1997
- Snétberger Ferenc Trio - Obsession - Enja 1997
- Berkes Balázs - Forever - Pannon Jazz 1996
- Trio Midnight - Live in Budapest - Pannon Jazz 1996
- Trio Midnight with strings - Expected and found - Fonó Records 1996
- Chopin-Vukán - Live in concert (etude and preludes) - CAE Records 1996
- CAE - The Akadimpex concerts live  - Jazzoktatási és kulturális alapítvány 1996
- Oláh Kálmán Sextet - Night silence - Magyar Rádió 1995
- Trio Midnight - Europ'Jazzcontest - B.Sharp Records 1995
- Balázs Elemér Trio - Fly Bird - Pannon Jazz 1995
- CAE - Atlanta Georgia - CAE Records 1995
- CAE - Kis Romulus (filmzene) - Hungaroton Gong 1995
- Creative Art Trio - Debussy's Children's corner - CAE Records 1994
- CAE Trio - It was, what was my life - CAE Records 1994
- CAE Trio - Chopin 12 Preludes - CAE Records 1994
- CAE Trio - Live Alpok-Adria Festival - CAE Records 1994
- Binder Károly - Senior & Adolphis - Hungaroton 1992
- Gadó Gábor - Special time - Hungaroton 1991
- Trio Midnight - Hungarian jazz anthology - Hungaroton 1991
- No-Spa Quintet - Dry dreams - Bouvrd&Pecuchet 1991
- Berki Tamás - Good morning good man - Hungaroton 1990
- No-Spa Quintet - Getting together - Hungaroton 1989